# スヴェン・マルケリウス

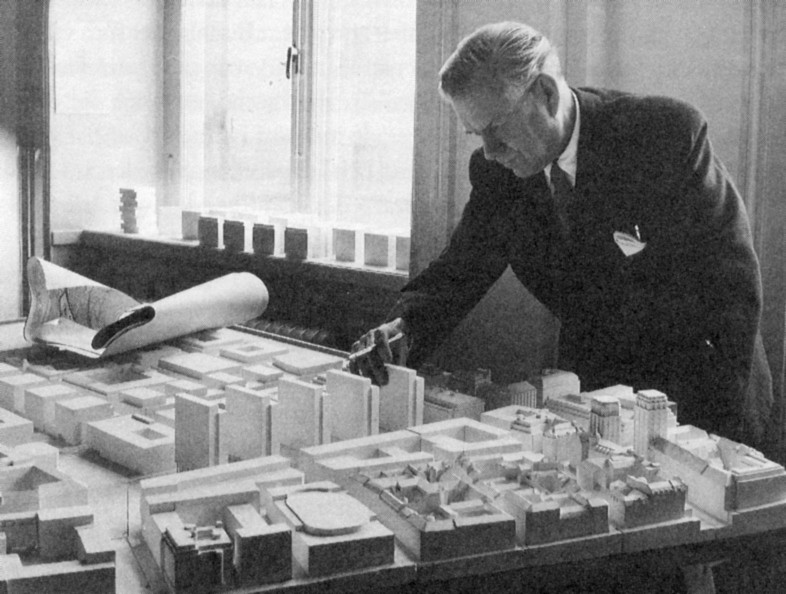
スヴェン・マルケリウス（1954年）

スヴェン・マルケリウス（Sven Gottfried Markelius、1889年10月25日 – 1972年2月24日）は、スウェーデンを代表する建築家、都市計画家。ストックホルム生まれ。
北欧で1920年代からコンクリートを用いた建築設計に取り組んだ人物。また、機能主義建築・コレクティブハウスの開拓者としても知られる。

## 人物
ストックホルムで1910年から1915年まで、ロイヤル工科大学アートスクールで学ぶ。ラグナル・アンド・オームなどの建築設計事務所を経て独立。また、バウハウスなどの近代建築思想に影響を受け、1928年創立したCIAM（近代建築国際会議）に参加。1930年、ストックホルム国際博覧会現代住宅部門に作品を出展。
1931年に、5人の建築家と共に刊行した著により、スウェーデン国内のモダニズム建築の旗手となる。
1935年には、スウェーデンの社会改革家アルバ・ライマル・ミュルダールに出会い、彼の支援をえて実際にストックホルムのコレクティブハウスを設けている。
できあがったコレクティブハウスは保育施設、共有炊事場や集会場を設置し入居者が共同で生活を共にし、また家事労働を集約するという、新たなライフスタイルのあり方を提示することになる。こうした住環境の整備をこの後30年間提供することに務め、近代主義思想に裏打ちされた利益社会ゲゼルシャフト思考の建築や都市計画を提唱していく。
1944年-1954年 ストックホルム市都市計画部長。市の都市計画責任者として、同市の伝統的市街区および建築物排除を断行して新たなグリット街区を形成し、自動車交通に対応した都市に改造する。そうして取り壊された跡に、マルケリウス自身が設計したビルが立ち並んだが、そのほとんどは後に手を加えられて改造されるに至る。
1952年には、国連事務局からデザイン顧問委員会委員に依頼され、ニューヨークの国連本部設計に、フランスのル・コルビュジエ、ブラジルのオスカー・ニーマイヤーらと共同参画し、アメリカ人建築家ウォーレス・ハリソンによって実施される。
1962年、RIBAゴールドメダルを受賞する。
その他、主要な都市計画や建築のプロジェクトの中では、1932年にヘルシングボリ・コンサートホールへなどとともに、フランスのベルナール・ゼルフュス、アメリカのマルセル・ブロイヤー、イタリアのピエール・ルイージ・ネルヴィ3人の建築家が協働して設計プランを作成したユネスコ本部の建築をエーロ・サーリネンを顧問にブラジルのルシオ・コスタ、ヴァルター・グロピウス、ル・コルビュジエ、イタリアのエルンスト・ロジャースらと審査している。さらに、国連本部の経済社会理事会会議室を自らの提唱によって、スウェーデン国から寄贈させ、その設備材にスウェーデン産マツ材を活用している。

## 代表作
- John Ericsson Gatan6
- BEST WESTERN WALLIN